# Kostníky

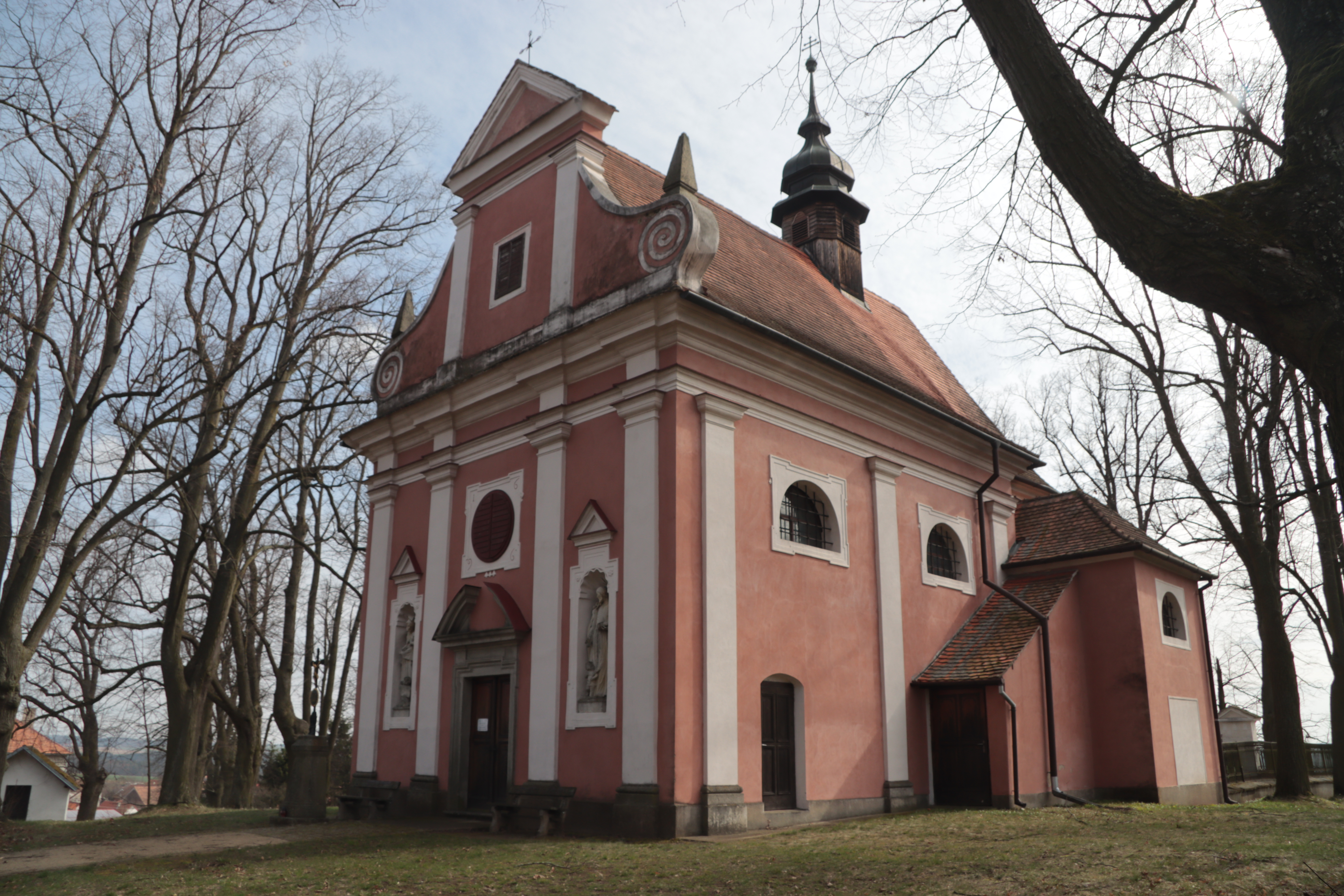
Poutní kostelík Narození Panny Marie v Hájku

Kostníky (německy Gössling; 2. pád do Kostník, 6. pád v Kostníkách; jinak též Gesnich, Gosink, Costnyk, Cossnyk, Costnik, Goesling) jsou obec v okrese Třebíč v Kraji Vysočina. Leží asi sedm kilometrů jihovýchodně od Jemnice. Žije zde 194 obyvatel. Katastrální území zahrnuje nejjižnější bod okresu Třebíč.
Sousedními obcemi sídla jsou Dešov, Korolupy, Lubnice, Vysočany, Slavíkovice, Kdousov, Hornice, Jemnice, Jiratice a Police.

## Geografie
Kostníkami ze severu na jih prochází silnice z Kdousova do Police, na sever z Kostníků také vychází užitková silnice směrem ke Slavíkovicím a do Kdousova, východně pak vychází silnice vedoucí k Bahnově mlýnu, k hájence Kopka a do Vysočan. Z této silnice pak vede cesta k Rajmundskému mlýnu, další cesta pak vede ke Kláskově mlýnu. Západní hranice území obce je z části tvořena silnicí spojující Jiratice a Polici. Území obce je poměrně značně protkáno různými užitkovými nebo polními cestami. Od hájenky Kopka vede východně Hrušková alej, ta pak vede až téměř k PR Suché skály, resp. nad údolí Želetavky. Po této cestě také z Lubnice, kolem Kopky a směrem do Vysočan vede jižní větev cesty Via Czechia. 
Území obce je velmi nepravidelného tvaru, od severu na jih je vysoké asi pět kilometrů, přitom je široké maximálně jeden kilometr, je tvaru bumerangu. Severní výspa severně od kopce Doubrava je využívána zemědělsky, kopec Doubrava a území západně od něj je kopcovité a značně zalesněné, území východně a jižně od Doubravy je pak opět využíváno zemědělsky, tam se také nachází vesnice Kostníky, nedaleko od ní jsou také dvě sousední vesnice. Východně od Kostníků se nachází údolí Bihanky a několik mlýnů, údolí je poměrně příkré a také je zalesněné, východně od údolí Bihanky je opět část využívána zemědělsky. Území obce se na jižní a severní část rozděleno řekou Želetavkou, její údolí je také zalesněné a Želetavka vede podél části hranice, jižní část území je značně zalesněná, kopcovitá, část je také výrazně skalnatá (zvláště kolem PR Suché Skály). 
Část severní hranice území obce je tvořena řekou Bihanka, další část je tvořena nepojmenovaným potokem, který pramení u Kdousova. Bihanka nadále teče jižně, kde se na území Kdousova vlévá do Želetavky. Želetavka teče kolem Lubnice, kde pak tvoří velkou část severní hranice jižní části území obce, posléze pokračuje přes území obce směrem na východ, kde se později vlévá do Vranovské přehrady. Jižní část území je odvodňována několika nepojmenovanými potoky do Želetavky. Jihovýchodní hranice je tvořena nepojmenovaným potokem s výrazným údolím, který se u Kláskova mlýna vlévá do Želetavky.
Na severu území obce se nachází kopec Doubrava (516 m), na jižní zalesněné části území se nachází kopec Kopka (486 m), na jihozápadní výspě území se nachází přírodní památka Suché skály s velmi výraznými skalními útvary. Nad Želetavkou se také nachází lom. 
Kostníky se nachází mezi Policí a Kdousovem, východně od vesnice se na Bihance nachází několik mlýnů, u hranic území obce se nachází Tříletý mlýn a níže na toku Rajmundský mlýn. Na Želetavce se také nachází několik mlýnů, od východu to jsou Nový mlýn, Bahnův mlýn a Kláskův mlýn. Na jihu území se nachází hájenka Kopka.

## Historie
Na území obce se našly nálezy z období paleolitu, neolitu a eneolitu. Dále se také na trati Pod Hájkem našly nálezy z halštatské doby, tamtéž se také našly doklady o osídlení z doby laténské. Tamtéž a na trati Sedliště bylo dokázáno osídlení z doby slovanské.
První písemná zmínka o vladyckém rodu erbu srnčí hlavy na vesnici je datována rokem 1345, kdy je na zdejší tvrzi připomínán Filip z Kostník. Filip tehdy obdržel od Čeňka z Bítova 100 hřiven a ves Malý Dešov. V roce 1348 udělil markrabě Karel ves Kostníky spolu s dalším zbožím Jindřichovi z Waldsee lénem. Filipovou chotí byla Eliška, z dětí je připomínán Jan a Kateřina a Filipova sestra Eliška.
K roku 1353 je v zemských deskách zaznamenána podoba názvu Costnyk. Filip uskutečnil během svého života několik majetkových transakcí: v roce 1353 se Střeznou z Němčic, vdovou po Hojníkovi, v Kyjovicích s Mikulášem z Kyjovic, roku 1354 s Markétou, vdovou po Čižkrajovi z Dubňan, roku 1356 s Filipem z Menhartic. V roce 1358 odstoupil své sestře Elišce / Elsbeth dvůr v Hornicích, od Hanuše z Dunajovic a Sbora z Plavče zakoupil majetky v Psářích, kde pak v roce 1371 přikoupil od Mikeše z Plavče dvůr s lesy a roku 1376 tam zapsal Jenišovi z Tikovic a jeho ženě Kateřině na sedmi lánech pět kop úroku. V roce 1369 zakoupil od Janka řečeného Hrb ves Hornice, kde později v roce 1377 zapsal svému zeti Mikuláši / Niklasovi z Jemnice a jeho choti Střezně 90 hřiven věna. Toho roku také zapsal na Němčicích věno sestře Elišce, manželce Jindřicha z Kostník. V roce 1378 zapsal na Němčicích věno své choti Elišce a ponechal si ve vsi tvrz a vinici. V roce 1374 vystupoval jako ručitel Ješka z Horek při půjčce od markraběte Jana Jindřicha. Měl syna Jana z Kostník a dceru Kateřinu, manželku Jeniše z Tikovic.
V roce 1372 se po vsi psal Arkleb z Kostník (erbu srnčí hlavy) a ve stejném roce také Hartleb z Kostník, který obdržel od markraběte Jana Jindřicha odměnou za své služby lénem ves Osmoruby (zaniklá ves u Police, nyní pomístní jméno po bývalé polní trati). Syn Jan z Kostník se připomíná roku 1381, kdy prodal Lickovi z Lulče dvě alodia v Psářích. Jeho sestra Kateřina přijala Jana roku 1381 na spolek a v roce 1385 odkoupil od Viléma Babky z Police v Pravicích tvrz s osmi lány a podsedkem, tento majetek pak odprodal Přibíkovi z Pravic. Janovou první chotí byla Dorota, sestra Pelhřima z Police. Své choti nejprve zapsal v Kostníkách na dvoře, lese, mlýně a příslušenství 200 kop (opravil později na 120 kop) a v roce 1390 věno v Polici, které činilo 80 kop na tvrzi, dvou poplužích, třech rybnících a lesu. V roce 1409 se spolčil s Pelhřimem z Police a při sporu Pelhřima s knězem Pavlem ze Studené byl jeho poručníkem.
Po smrti Doroty se stala druhou Janovou manželkou Anna, dcera z prvního manželství Albrechta ze Slatiny. S Kateřinou, vdovou po Albrechtu, a také s Eliškou z Hradce se roku 1407 o její věno soudil, svými zástupci při těchto sporech ustanovil Jakoubka z Oponešic a svého švagra Pelhřima z Police. V roce 1410 se musel o věno své druhé manželky soudit znovu, tentokrát s Milotou z Heršic, jejím nevlastním bratrem. Stejnojmenný syn Jan z Kostník se stal dědicem také polického majetku, který v roce 1437 odprodal (tvrz a ves Polici, dvě popluží a tři rybníky) Adamovi z Bačkovic.
V roce 1446 a 1448 se po Kostníkách psal Artleb (či Arkleb). V roce 1453 a 1464 je připomínán Bernhard z Kostník a Čeněk z Hobzí v příbuzenském stavu. Podle Augusta Sedláčka měl Bernard za manželku Čeňkovu sestru. Markéta z Kostník, dcera Bernardova, tak měla přes jeho manželku původ z Hobzí. Jejím chotěm byl Mikuláš z Hobzí na Chotěticích. V roce 1488 uvádí August Sedláček ještě Jana z Kostník (erbu srnčí hlavy). Urbář landštejnského panství uvádí, že tvrz v Kostníkách byla s veškerým příslušenstvím manstvím hradu Frejštejna. Tvrz i vesnici zakoupil v roce 1492 Adam z Bačkovic. V roce 1493 patřilo zdejších pět a půl lánu k hradu Cornštejnu. V roce 1498 přikoupil ves s tvrzí majitel Police Hynek z Bačkovic a v roce 1500 i lány patřící k Cornštejnu. Kostníky se tak staly na dlouhou dobu součástí polického panství.
V roce 1528 je tvrz ve vsi již uváděna jako pustá, pak již uváděna není, v 16. století byla zbořena. Na přelomu 17. a 18. století byl postaven kostel Narození Panny Marie. V roce 1898 byl v obci založen sbor dobrovolných hasičů a v roce 1921 byla založena Národní jednota. Roku 1931 byla vesnice elektrifikována a v roce 1939 byla v obci truhlárna. V roce 1953 bylo v obci založeno JZD, roku 1971 pak bylo začleněno pod JZD v Kdousově a pak v roce 1975 bylo začleněno do JZD Doubrava v Polici.
Do roku 1849 patřily Kostníky do polického panství, od roku 1850 patřily do okresu Dačice, pak od roku 1896 do okresu Moravské Budějovice a od roku 1960 do okresu Třebíč. Mezi lety 1980 a 1990 patřily Kostníky pod Polici, následně se obec osamostatnila.

## Obyvatelstvo
| Rok            | 1869 | 1880 | 1890 | 1900 | 1910 | 1921 | 1930 | 1950 | 1961 | 1970 | 1980 | 1991 | 2001 | 2011 | 2021 |
| -------------- | ---- | ---- | ---- | ---- | ---- | ---- | ---- | ---- | ---- | ---- | ---- | ---- | ---- | ---- | ---- |
| Počet obyvatel | 339  | 335  | 330  | 367  | 343  | 351  | 362  | 264  | 270  | 276  | 262  | 215  | 226  | 186  | 181  |
| Počet domů     | 48   | 56   | 64   | 66   | 69   | 65   | 68   | 70   | 58   | 56   | 58   | 67   | 73   | 73   | 77   |

## Obecní správa

### Obecní symboly
Znak a vlajka byly obci uděleny rozhodnutím předsedy Poslanecké sněmovny Parlamentu České republiky dne 30. listopadu 2007.

## Politika
Úřad starosty obce zastával Jan Nekula, ten byl v roce 2021 odvolán a nově zvolenou starostkou je Jitka Tesařová.

### Volby do Poslanecké sněmovny
|       | 2006                | 2010                | 2013                | 2017               | 2021                |
| ----- | ------------------- | ------------------- | ------------------- | ------------------ | ------------------- |
| 1.    | ČSSD (39,2 %)       | ČSSD (24,13 %)      | KDU-ČSL (25,0 %)    | ANO (30,2 %)       | ANO (30,09 %)       |
| 2.    | KDU-ČSL (20,8 %)    | KDU-ČSL (21,55 %)   | ČSSD (22,0 %)       | KDU-ČSL (14,58 %)  | SPOLU (25,24 %)     |
| 3.    | KSČM (18,4 %)       | KSČM (14,65 %)      | KSČM (22,0 %)       | Piráti (10,41 %)   | SPD (16,5 %)        |
| účast | 79,11 % (125 z 158) | 75,32 % (116 z 154) | 66,01 % (101 z 153) | 60,76 % (96 z 158) | 67,76 % (103 z 152) |

### Volby do krajského zastupitelstva
|      | 1.                 | 2.                       | 3.                | účast              |
| ---- | ------------------ | ------------------------ | ----------------- | ------------------ |
| 2000 | 4KOALICE (40,65 %) | KSČM (23,07 %)           | ODS (17,58 %)     | 57,14 % (96 z 168) |
| 2004 | KDU-ČSL (42,66 %)  | KSČM (21,33 %)           | ODS (17,33 %)     | 46,87 % (75 z 160) |
| 2008 | ČSSD (34,73 %)     | KDU-ČSL (24,21 %)        | KSČM (12,63 %)    | 59,38 % (95 z 160) |
| 2012 | KDU-ČSL (25,28 %)  | ČSSD (20,68 %)           | KSČM (18,39 %)    | 60,26 % (87 z 151) |
| 2016 | STO (29,06 %)      | KDU-ČSL (15,11 %)        | ČSSD (11,62 %)    | 56,95 % (86 z 151) |
| 2020 | Piráti (16,43 %)   | ODS+STO (16,43 %)        | ANO (16,43 %)     | 48,34 % (73 z 151) |
| 2024 | ANO (46,15 %)      | ODS+TOP 09+STO (27,69 %) | KDU-ČSL (10,76 %) | 44 % (66 z 150)    |

### Prezidentské volby
V prvním kole prezidentských voleb v roce 2013 první místo obsadil Miloš Zeman (36 hlasů), druhé místo obsadil Jan Fischer (18 hlasů) a třetí místo obsadil Vladimír Franz (12 hlasů). Volební účast byla 68,87 %, tj. 104 ze 151 oprávněných voličů. V druhém kole prezidentských voleb v roce 2013 první místo obsadil Miloš Zeman (72 hlasů) a druhé místo obsadil Karel Schwarzenberg (28 hlasů). Volební účast byla 66,23 %, tj. 100 ze 151 oprávněných voličů.
V prvním kole prezidentských voleb v roce 2018 první místo obsadil Miloš Zeman (50 hlasů), druhé místo obsadil Pavel Fischer (21 hlasů) a třetí místo obsadil Jiří Drahoš (16 hlasů). Volební účast byla 67,72 %, tj. 107 ze 158 oprávněných voličů. V druhém kole prezidentských voleb v roce 2018 první místo obsadil Miloš Zeman (68 hlasů) a druhé místo obsadil Jiří Drahoš (47 hlasů). Volební účast byla 71,88 %, tj. 115 ze 160 oprávněných voličů.
V prvním kole prezidentských voleb v roce 2023 první místo obsadil Andrej Babiš (44 hlasů), druhé místo obsadil Petr Pavel (26 hlasů) a třetí místo obsadila Danuše Nerudová (23 hlasů). Volební účast byla 76,28 %, tj. 119 ze 156 oprávněných voličů. V druhém kole prezidentských voleb v roce 2023 první místo obsadil Petr Pavel (59 hlasů) a druhé místo obsadil Andrej Babiš (59 hlasů). Volební účast byla 77,27 %, tj. 119 ze 154 oprávněných voličů.

## Pamětihodnosti

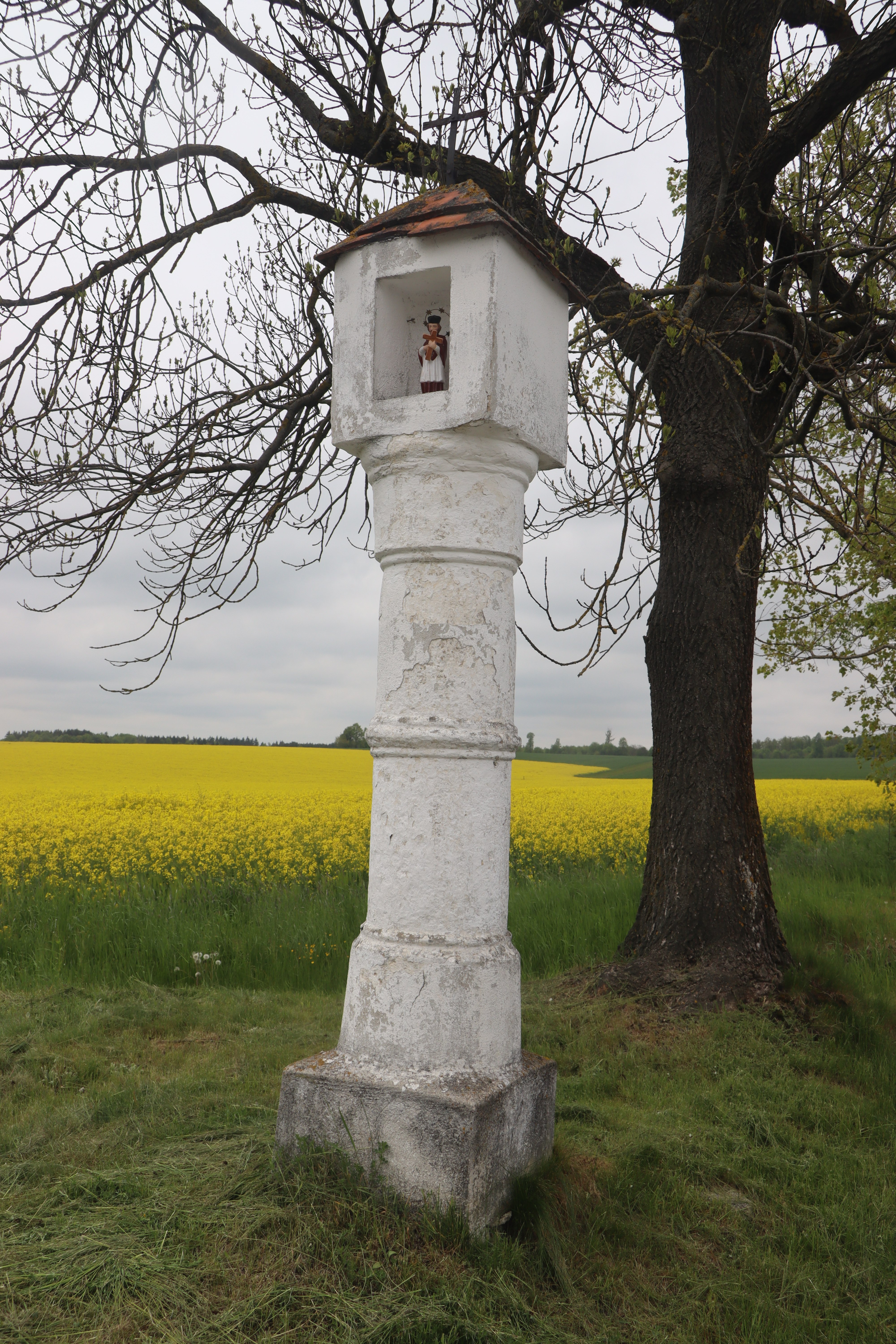
Boží muka při rozcestí Kdousov – Vysočany

- Poutní kostelík Narození Panny Marie v Hájku
- Boží muka při silnici do Police
- Boží muka při rozcestí Kdousov – Vysočany
- Kaplička